# Thornography
Thornography, musikalbum utgivet av Cradle of Filth, 2006

## Låtlista
1. Under Pregnant Skies She Comes Alive Like Miss Leviathan
2. Dirge Inferno
3. Tonight In Flames
4. Libertina Grimm
5. The Byronic Man
6. I Am The Thorn
7. Cemetery And Sundown
8. Lovesick For Mina
9. The Foetus Of A New Day Kicking
10. Rise Of The Pentagram
11. Under Huntress Moon
12. Temptation